# Antonio Moresco
Antonio Moresco, né le 30 octobre 1947 à Mantoue, est un écrivain italien.

## Biographie
« Écrivain Patrimoine », ainsi que l’a défini Roberto Saviano, Antonio Moresco a un parcours humain et littéraire riche et complexe.
Alors qu'il est jeune enfant, sa famille a dû s'installer chez une famille noble pour survivre. Il passe ensuite une partie de son enfance comme séminariste dans un collège religieux, puis entame une longue période d’activisme politique, sans pour autant entrer dans la lutte armée ; ces deux expériences sont racontées dans Gli esordi. Il exerce différents métiers comme portier de nuit, ouvrier ou éboueur, et se consacre en même temps à l’écriture, à partir de 1977, alors qu'il a trente ans. Pendant quinze ans, ses textes sont refusés par de nombreux éditeurs, ce qu'après coup il juge bon, car cela lui a permis d'être plus proche de lui-même. Son premier livre, Clandestinità, ne sortira qu’en 1993.
En 2001, il a organisé avec Dario Voltolini un débat entre écrivains et intellectuels intitulé Scrivere sul fronte occidentale, dont les actes ont été publiés en 2002 chez Feltrinelli. En 2003, il fait partie des cofondateurs du blog collectif Nazione Indiana, qu’il quitte en 2005 pour fonder la revue Il Primo Amore.
Il est traduit pour la première fois en français en 2014 avec La Petite Lumière, qui reçoit le prix de la Librairie nouvelle 2014 (Voiron) et le prix des Rencontres à lire de Dax 2015, et dont la conception, « entre roman et fable métaphysique », a été saluée par la critique. En 2015, son œuvre fait l'objet d'un colloque international à la Sorbonne (19 et 20 octobre).

## Œuvres traduites en français
- La Petite Lumière [« La lucina »], trad. Laurent Lombard, Lagrasse, éditions Verdier, coll. «Terra d'altri », 2014 (ISBN 978-2-86432-769-1), adapté en BD par Gregory Panaccione, éditions Delcourt, collection Mirages, 2023  (ISBN 978-2-413-07592-9).
- Fable d'amour [« Fiaba d'amore »], trad. Laurent Lombard, Lagrasse, éditions Verdier, coll. « Terra d'altri », 2015.  (ISBN 978-2-86432-807-0)
- Duo, [« Duetto »], trad. par le collectif La Langue du bourricot, coordonnée par Céline Frigau Manning, Presses Universitaires du Midi, 2016,  (ISBN 978-2-8107-0417-0)
- Les Incendiés [« Gli incendiati »], trad. Laurent Lombard, Lagrasse, éditions Verdier, coll. « Terra d'altri », 2016.  (ISBN 978-2-86432-885-8)
- Les Ouvertures [« Gli esordi »], trad. Laurent Lombard, éditions Verdier, coll. « Terra d'altri », 2021.

## Œuvres en langue originale

### Romans
- Clandestinità, Bollati Boringhieri, Torino, 1993
- La cipolla, Bollati Boringhieri, Torino, 1995
- Gli esordi, Feltrinelli, Milano, 1998
- Canti del caos, Mondadori, Milano, 2009
- Gli incendiati, Mondadori, Milano, 2010
- La lucina, Mondadori, Milano, 2013
- Fiaba d'amore, Mondadori, Milano, 2014
- Gli increati, Mondadori, Milano, 2015
- L'addio, Giunti, Firenze, 2016
- Canti del Caos, Mondadori, Milano, 2018.

### Nouvelles
- Storia d'amore e di specchi. Una favola, Portofranco, L'Aquila, 2000
- Le favole della Maria, Einaudi, Torino, 2007
- Il combattimento, Mondadori, Milano, 2012 - contiene i romanzi brevi Clandestinità e La cipolla e tre racconti, La camera blu, La buca e Il re
- Tutto d'un fiato, Mondadori, Milano, 2013

### Théâtre
- La santa, Bollati Boringhieri, Torino, 2000
- Merda e luce, Effigie, Milano, 2007

### Essais
- Lettere a nessuno, Bollati Boringhieri, Torino, 1997 - riedito con ampie aggiunte da Einaudi nel 2008
- La visione. Conversazione con Carla Benedetti, Libri Scheiwiller, Milano, 2009
- Il vulcano, Bollati Boringhieri, Torino, 1999
- L'invasione, Rizzoli, Milano, 2002
- Lo sbrego, Rizzoli, Milano, 2005
- Zio Demostene, Effigie, Milano, 2005 - riedito da Mondadori nel 2014 in edizione estesa e con il titolo I randagi
- Scritti di viaggio, di combattimento e di sogno, Fanucci, Roma, 2005
- Don Chisciotte e la risoluta voluttà del sogno, Tre Lune, Mantova, 2006
- Zingari di merda, Effigie, Milano, 2008
- La parete di luce, Effigie, Milano, 2011
- (curatore) Stella d'Italia. A piedi per ricucire il Paese, Mondadori, Milano, 2013

### Collaborations
- Controinsurrezioni, Mondadori, Milano, 2008 - con Valerio Evangelisti
- Otto preghierine per una nuova vita, Scuola di Urbino, Urbino, 2012 - con Giuliano Della Casa